# マリア・ホサカ
マリア・ホサカ（Malia Hosaka、1969年10月7日 - ）は、アメリカ合衆国の女子プロレスラー。ハワイ州ホノルル出身。日系三世。

## 来歴
1987年
- 8月7日、LPWAでデビュー。

1992年
- 2月13日、バンビとのタッグでグラマー・ガールズ（ジュディ・マーチン&レイラニ・カイ）が持つLPWAタッグ王座に挑戦。

1993年
- 11月13日、ECW参戦。

1996年
- WCW参戦。
- 5月9日、NWA王座獲得。

1997年
- 4月7日、植松寿絵とWCW女子クルーザー級初代王座を争うが敗れる。

1999年
- WWF参戦。
- FMWに来日。11月23日の横浜アリーナ大会にてミス・モンゴル、ジャズと組み、ハンディキャップマッチとして中山香里、元川恵美組と対戦、しかし中山にフォールされる。

2003年
- TNA参戦。

2007年
- SHIMMERに参戦。

2016年
- 4月1日、REINA女子プロレスに参戦。

## タイトル
- IWA女子シングル王座
- NWA世界女子王座

## 得意技
- フランケンシュタイナー